# Пам'ятник Фредді Мерк'юрі
Пам'ятник Фредді Мерк'юрі — пам'ятник, встановлений у Швейцарському містечку Монтре на честь співака Фредді Мерк'юрі.

## Історія
25 листопада 1996 року, через 5 років після смерті Фредді Мерк'юрі, в Монтре, де музикант багато років працював та відпочивав, йому був відкритий пам'ятник. Початково музиканти Queen планували встановити пам'ятник у Лондоні і протягом чотирьох років шукали для нього місце, проте їм було відмовлено. Єдиним місцем, запропонованим для пам'ятника в Лондоні урядом, виявився задній двір художнього коледжу, де вчився Фредді. Друзі вважали це за образу пам'яті великого музиканта. 18 липня 2003 року в Лондоні біля Dominion Theatre, де регулярно проходять постановки шоу We Will Rock You, був відкритий другий пам'ятник висотою близько 8 метрів.